# Nederlands-Nieuw-Guinea
Nederlands-Nieuw-Guinea was van 1949 tot 1962 een overzees gebiedsdeel van het Koninkrijk der Nederlanden als deel van het eiland Nieuw-Guinea. Het omvatte de huidige Indonesische provincies Papoea en West-Papoea (Papua Barat).
Voor 1949 maakte het gebied deel uit van Nederlands-Indië. Bij de overdracht van de soevereiniteit aan Indonesië behield Nederland Nieuw-Guinea. De motiveringen van de Nederlandse regering hiervoor wisselden herhaaldelijk. Het Nederlandse beleid werd daarbij sterk bepaald door de houding van Nederland ten opzichte van Indonesië. Enerzijds wilde men Nieuw-Guinea gebruiken als Nederlandse invloedssfeer in de regio. Anderzijds wilde men door Nieuw-Guinea te "ontwikkelen" en de Papoea-bevolking te emanciperen bewijzen dat Nederland als koloniale mogendheid niet had gefaald.
Indonesië eiste Nieuw-Guinea op. Het geschil over dit gebied droeg in belangrijke mate bij tot de snel verslechterende relatie tussen Nederland en Indonesië na de onafhankelijkheid van dat land. In 1962 droeg Nederland onder druk van de internationale gemeenschap en een dreigende oorlog met Indonesië Nieuw-Guinea de facto over aan Indonesië.

## Nieuw-Guinea in Nederlands-Indië

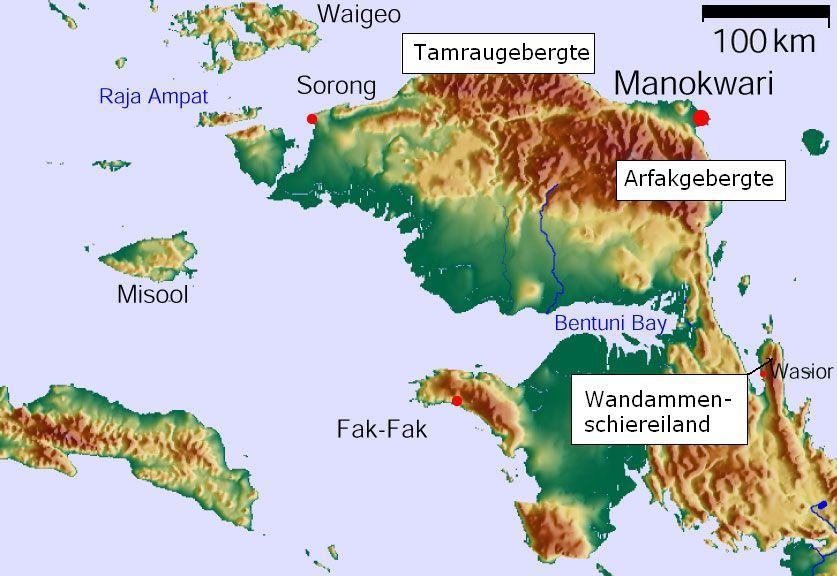
Het schiereiland Vogelkop

Nederland eiste de soevereiniteit over Nieuw-Guinea binnen Nederlands-Indië op via zijn heerschappij over het sultanaat Tidore. Dit was een sultanaat op een Moluks eiland ten westen van Halmahera. In 1660 sloot de Vereenigde Oostindische Compagnie (VOC) een verdrag met dit sultanaat, waarbij ze haar gezag over de Papoea's, de bevolking van Nieuw-Guinea, erkende als protectoraat. Dit sloeg waarschijnlijk op enkele Papoease eilanden in de buurt van de Molukken. In 1828 vond een Nederlandse expeditie plaats die zowel politiek gemotiveerd was als met het doel wetenschappelijk onderzoek te verrichten. Fort Du Bus werd op de zuidkust als bestuurspost ingesteld aan de Tritonbaai, vernoemd naar het korvet waarmee de expeditie reisde. De vesting werd in 1836 opgeheven. Behalve het gezag over een paar westelijk gelegen eilanden, had het sultanaat Tidore verder nooit gezag over Nieuw-Guinea uitgeoefend en moest de status van protectoraat als een juridische fictie worden beschouwd. In 1872 erkende Tidore de soevereiniteit van het Koninkrijk der Nederlanden en gaf het Nederland toestemming bestuur te vestigen in zijn gebieden, wanneer het Nederlands-Indische gouvernement daartoe de behoefte voelde. Daarmee kon Nederland een aanspraak op het gebied Nieuw-Guinea dus rechtvaardigen. De 141ste meridiaan werd als oostgrens gesteld en in 1898 ging het gouvernement ertoe over bestuursposten te vestigen in Fakfak en Manokwari, en in 1902 in Merauke. Dit gebeurde voornamelijk wegens gebiedsuitbreiding door de Britten en de Duitsers in het oosten; men wilde voorkomen dat Groot-Brittannië en Duitsland de grens te veel naar het westen zouden opschuiven. Hiermee werd het eiland Nieuw-Guinea dus in tweeën gedeeld.
In feite was Nederlands-Nieuw-Guinea voor het grootste gedeelte niet onder bestuur. Men had nauwelijks kennis over de binnenlanden; grote delen op de kaart waren nog een witte vlek en men had geen idee hoeveel mensen er eigenlijk op het eiland woonden. De oorspronkelijke bevolking van Nieuw-Guinea waren de Papoea's, die uit vele stammen bestonden. Zij waren tuinbouwers of jagers en verzamelaars. De economische activiteit was miniem. Alleen de kust- en eilandbewoners dreven enige kleinschalige handel, voornamelijk met de Molukse eilanden. Hierin werd getracht verandering te brengen door de oprichting van een exploitatiemaatschappij in 1938, maar die ontplooide niet veel activiteiten. 
Men kan dus zeggen dat tot aan de Tweede Wereldoorlog Nieuw-Guinea een economisch onbetekenend gebied binnen Nederlandsch-Indië was. In 1903 werd de Noord-Nieuw-Guinea-expeditie uitgezonden, die tot taak had de deels nog onbekende noordkust van Nieuw Guinea te verkennen en op zoek te gaan naar exploiteerbare lagen steenkool. In 1936 werd de Carstensz-expeditie ondernomen. Tijdens deze expeditie, die tot doel had de hoogste toppen van het Carstenszgebergte te beklimmen, werd de Ertsberg ontdekt door Jean Jacques Dozy. Deze berg bleek niet alleen enorme kopervoorraden, maar ook 's werelds grootste goudafzetting te bevatten.

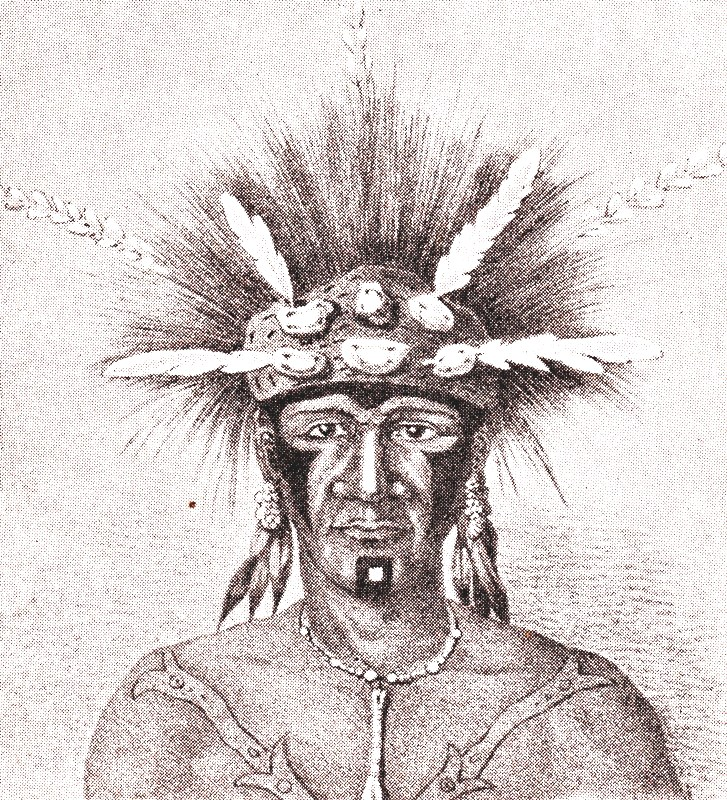
Papoea van Nieuw Guinea in de 19e eeuw.
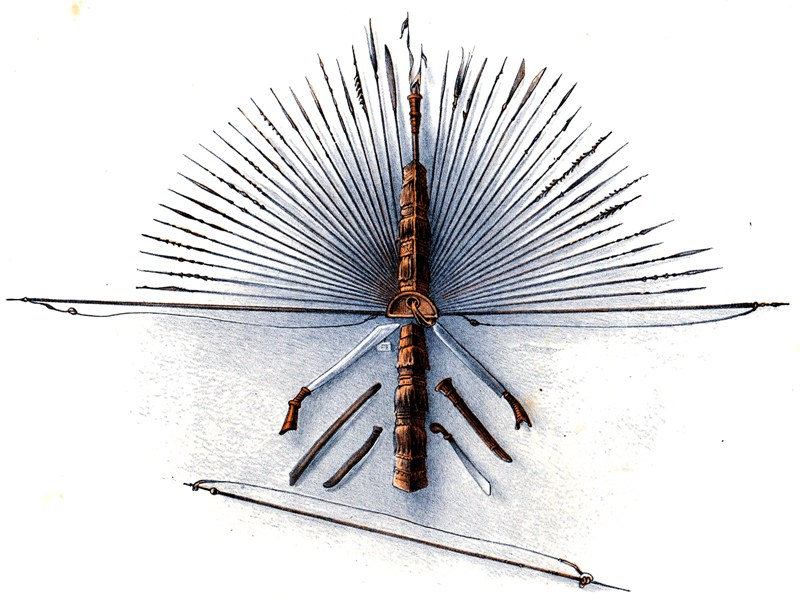
Pijlen en bogen uit Nieuw Guinea (19e eeuw)
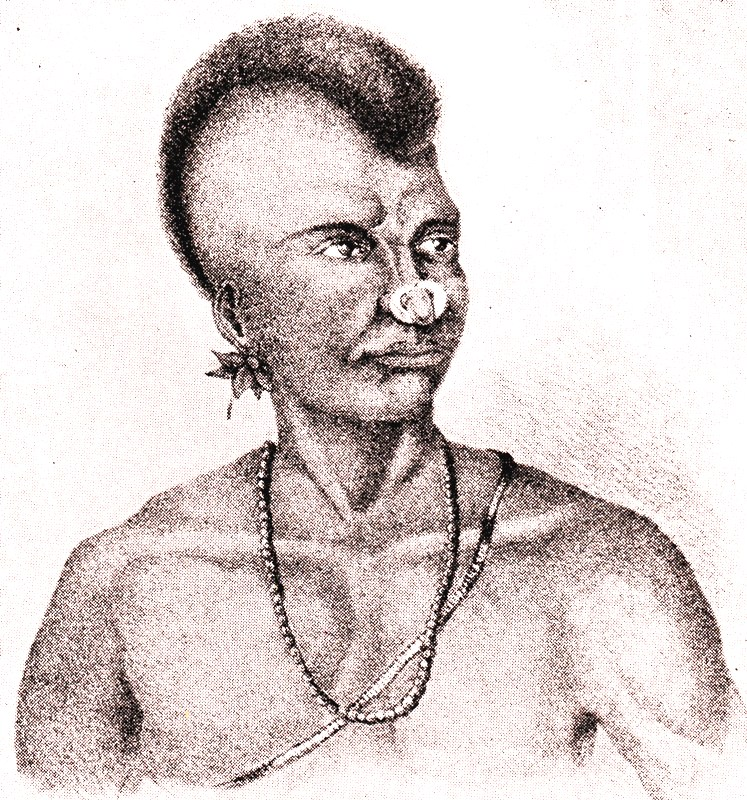
Papoea van Nieuw Guinea in de 19e eeuw.
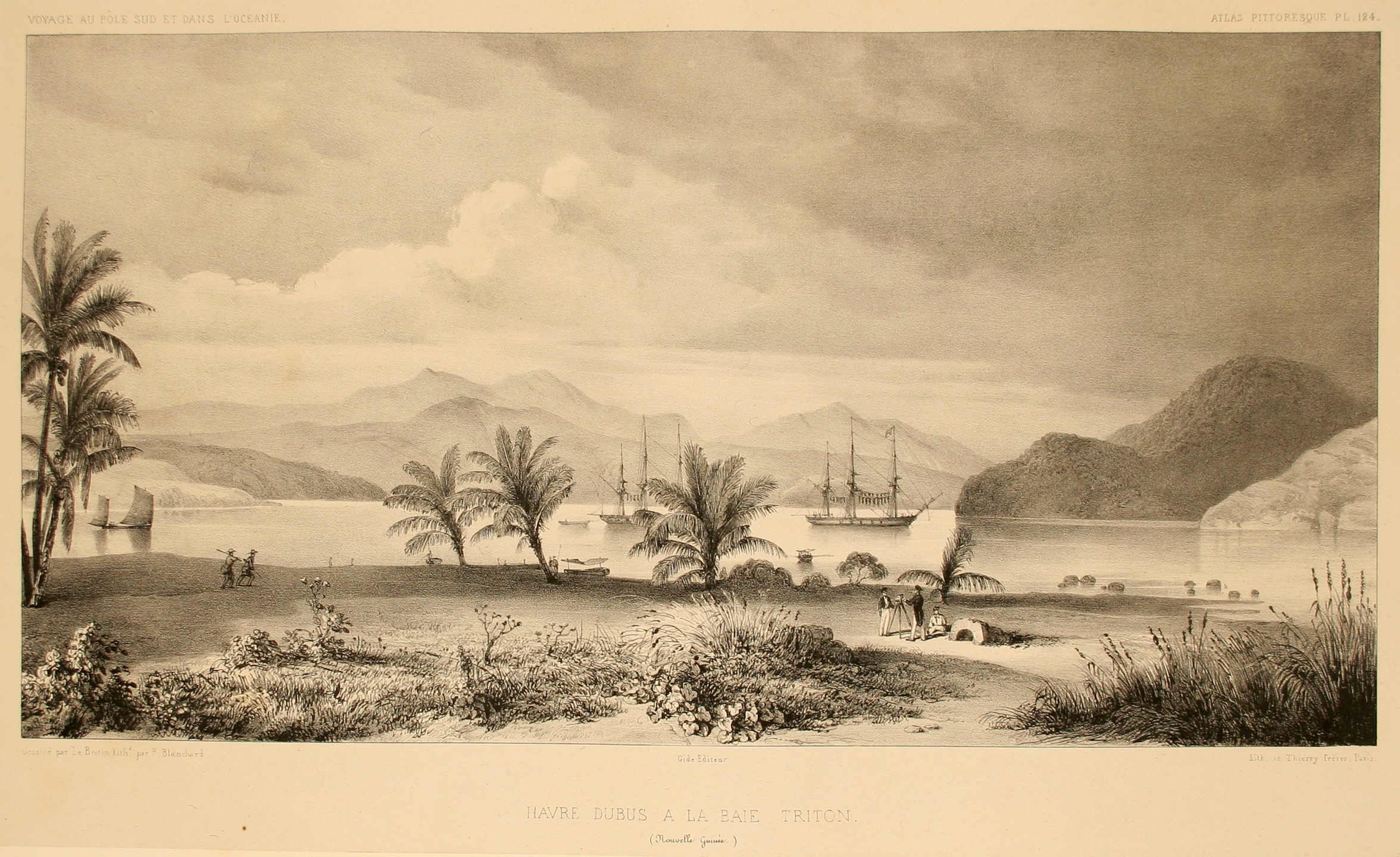
Tritonbaai in de 19e eeuw.
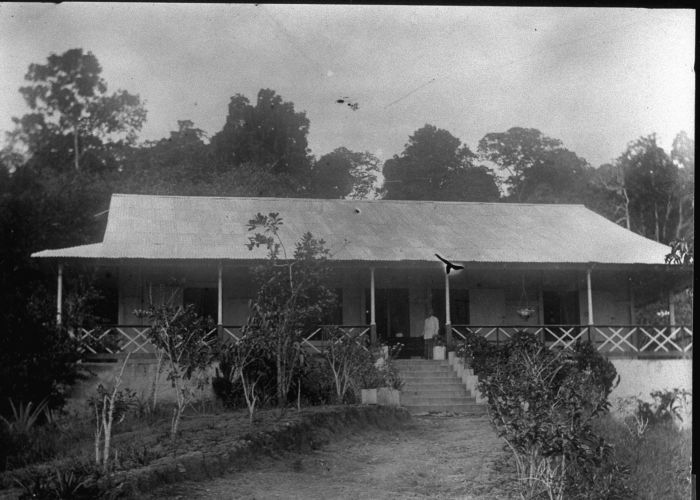
Woning tijdens de Wichman-expeditie in 1903 te Nieuw Guinea

### Thuisland voor de Indo's
De groep die voor de Tweede Wereldoorlog het meeste belang stelde in Nieuw-Guinea waren de Indo-Europeanen ("Indo's"). Voor de oorlog waren er in Nederlands-Indië ongeveer 150.000 tot 200.000 Indo-Europeanen (minimale schatting), mensen van gemengd Europese (overwegend Nederlandse) en Indonesische afkomst die zich identificeerden met Nederland en een Nederlandse manier van leven. In de oude koloniale maatschappij werd aan hen een hogere sociale status toegekend dan aan de inheemse Indonesiërs ("inlanders"). Zij vervulden in het koloniale bestuur meestal administratieve banen. Het opleidingsniveau van de inheemse Indonesiërs steeg echter, en er werden steeds meer Indonesiërs in de banen van de Indo-Europeanen aangesteld. Deze hadden geen andere middelen van bestaan, omdat zij als Europeanen geen recht hadden land te kopen op Java. Hierdoor raakten zij in psychische en economische problemen. Van 1923 dateert het eerste plan Nieuw-Guinea als kolonisatiegebied voor Indo-Europeanen aan te wijzen. In 1926 werd een aparte Vereniging tot Kolonisatie van Nieuw-Guinea (VKNG) opgericht. In 1930 kwam daar de Stichting Immigratie Kolonisatie Nieuw-Guinea (SIKNG) bij. In de ogen van deze organisaties was Nieuw-Guinea een maagdelijk, vrijwel leeg land, dat zou kunnen dienen als vaderland voor de in het gedrang geraakte Indo-Europeanen. Een soort tropisch Nederland, waar de Indo-Europeanen, die verbondenheid voelden met de Nederlandse cultuur, maar vaak nog nooit in Nederland waren geweest en dus evenzeer gehecht waren aan Indië, een bestaan zouden kunnen opbouwen.
De verenigingen slaagden erin kolonisten naar Nieuw-Guinea te sturen en politieke druk uit te oefenen, zodat er in 1938 een overheidsorgaan werd opgezet dat deze ondernemingen moest subsidiëren. De kolonisaties waren echter meestal een mislukking vanwege het moeilijke klimaat en de natuurlijke omstandigheden en vanwege het feit dat de kolonisten in kwestie, die vaak hun hele leven als kantoorklerk hadden gewerkt, geen ervaring met landbouw hadden. Het aantal kolonisten bleef dan ook klein. Ook in Nederland zelf waren er organisaties die een tropisch Nederland in Nieuw-Guinea voorstonden, maar deze organisaties waren vrij marginaal en hadden bovendien contacten met de NSB en andere fascistische organisaties.

## Het ontstaan van het geschil
In 1942 werd Nederlands-Indië door Japan bezet. Gedurende de bezetting ontwikkelde de nationalistische beweging zich sterk. Na de capitulatie van Japan riep Soekarno de Republik Indonesia uit. Deze republiek moest geheel toenmalig Nederlands-Indië omvatten. De Nederlandse autoriteiten keerden enkele maanden na de oorlog terug onder leiding van luitenant-gouverneur-generaal Hubertus van Mook. Hij besloot tot opbouw van Indonesië volgens een federale structuur. Dit was geen geheel nieuw idee, maar wel in tegenstelling tot de staatsvoering in Nederlands-Indië tot dan toe en in tegenstelling tot de denkbeelden van de nationalisten, die wilden dat geheel Nederlands-Indië tot een centralistisch Indonesië zou gaan behoren.
De Japanners slaagden er niet in om geheel Nieuw-Guinea te veroveren. Achter hun linies streden Nederlandse guerrillastrijders die onder leiding stonden van Mauritz Christiaan Kokkelink, die zich nooit hebben overgegeven. Kokkelink verwierf voor zijn leiderschap, inzet en moed de Militaire Willems-Orde.

### Staatsvorm van Indonesië
Het plan was Indonesië op te delen in verschillende deelstaten (negara's) die onder zich eventueel ook weer zelfbesturende gebieden zouden kunnen hebben, de daerahs. Het geheel zou dan de Verenigde Staten van Indonesië heten en met Nederland verbonden zijn in de Nederlands-Indonesische Unie. Over dit plan werd met de Indonesiërs overeenstemming bereikt gedurende een conferentie te Linggadjati in november 1946. De federale structuur eerbiedigde volgens mensen als Van Mook de culturele en etnische diversiteit van Indonesië. Men verwees hierbij naar het zelfbeschikkingsrecht: de verschillende volkeren van Indonesië zouden zichzelf moeten kunnen besturen. De etnische diversiteit van Indonesië was onderwerp geweest van twee conferenties in Malino en Pangkalpinang.
Deze zijn relevant omdat voor het eerst Nieuw-Guinea ter sprake werd gebracht. In Malino verklaarde een Papoea deelnemer dat Nieuw-Guinea bij de negara Oost-Indonesië zou moeten worden gevoegd. Tijdens de conferentie van Pangkalpinang kwam Nieuw-Guinea twee keer ter sprake in verband met het begrip zelfbeschikkingsrecht. Het zelfbeschikkingsrecht der etnische minderheden, onder andere Indo-Europeanen, Chinezen en Arabieren, werd besproken. Hierbij werd opgemerkt, dat Indo-Europeanen de mogelijkheid zouden moeten krijgen hun cultuur en positie te behouden; enkele Indo-Europeanen maakten ook melding van Nieuw-Guinea als mogelijk nieuw vaderland voor de Indo-Europeanen. De nieuwe Grooter Nederland Actie, die eveneens voorstander was van kolonisatie van Nieuw-Guinea door Indische Nederlanders, vaardigde namelijk leden naar deze conferentie af. Tevens werd op deze conferentie bepaald, dat bepaalde gebieden een speciale relatie met het Koninkrijk zouden mogen hebben, als zij dit wensten. Zelfbeschikking in verband met de lokale bevolking was problematisch, omdat de Papoea bevolking niet werd geacht die te kunnen uitoefenen.

### Linggadjati "aangekleed" met Nieuw-Guinea

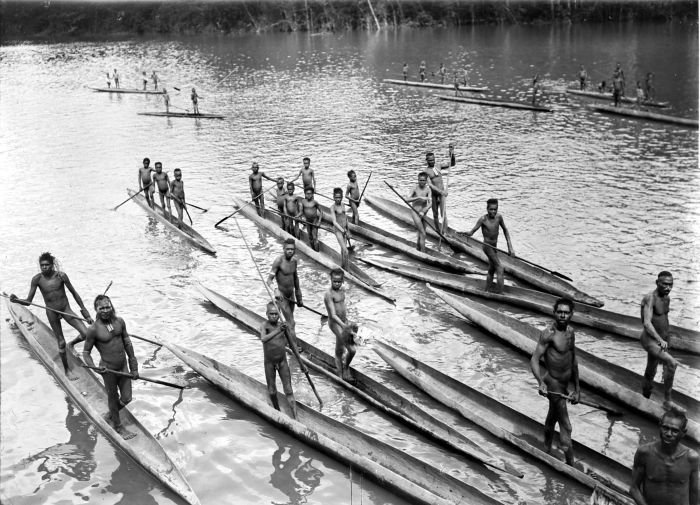
Papoea's in prauwen op de Lorentzrivier tijdens de Derde Zuid-Nieuw-Guinea-expeditie

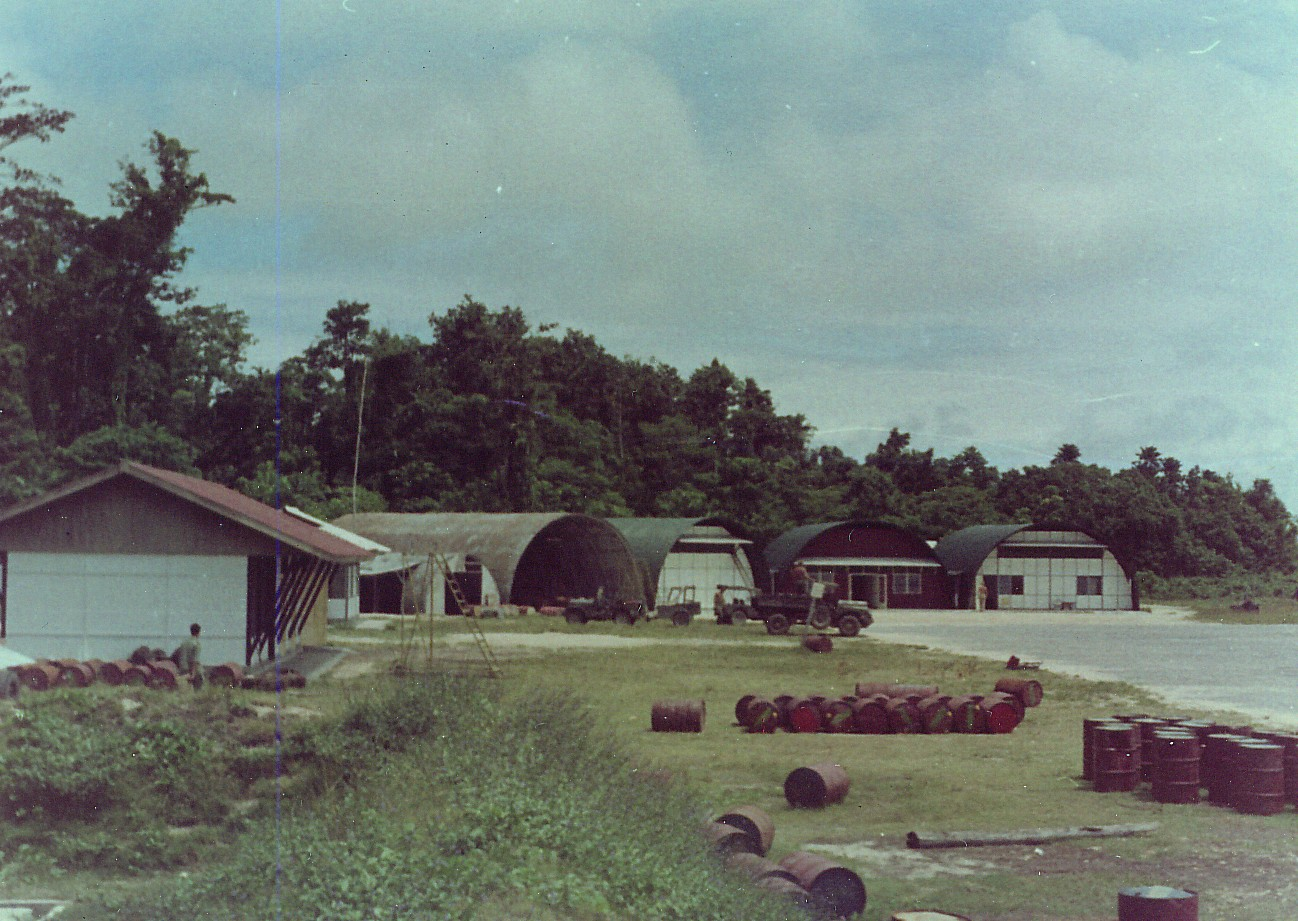
Vliegveld van Kaimana in 1962

Het idee Indië los te moeten laten was echter schokkend voor veel Nederlanders. Zij dachten dat het de taak van Nederland was dit land te ontwikkelen. Het onafhankelijkheidsstreven van de Indonesiërs kwam voor de meeste Nederlanders als een volslagen verrassing. De Indonesische nationalisten onder Soekarno hadden meegewerkt met het Japanse bewind. Hierdoor brandmerkte men hen in Nederland als verraders en collaborateurs.
De regering realiseerde zich dat het plan van Linggadjati moeilijk aan het Nederlandse volk en aan de Tweede Kamer te verkopen zou zijn. Vrijwel iedere partij had zo zijn redenen om tegen het verlies van Indië als zodanig te zijn. De antirevolutionairen (ARP) hadden altijd veel waarde gehecht aan de ethische politiek. De nieuwe VVD had juist campagne gevoerd met een harde politiek tegen de nationalisten. Zelfs de PvdA, die in principe voor onafhankelijkheid van Indonesië was, had haar bedenkingen, vanwege het optreden van Soekarno.
Minister van Koloniën J.A. Jonkman verdedigde de plannen van Linggadjati tijdens de bespreking ervan in de Tweede Kamer in 1946 met te zeggen, dat de regering de wens had dat Nieuw-Guinea onder Nederlandse soevereiniteit zou blijven, met als argument dat volksplantingen van Indische Nederlanders tot de mogelijkheden zouden moeten behoren. Waarschijnlijk had hij dat argument zelf bedacht. Een motie van de fractievoorzitters van de KVP en PvdA, die werd aangenomen, bepaalde dat de regeringsverklaring (zoals afgelegd door Jonkman) tevens tot het akkoord zou behoren. Het akkoord werd dus eenzijdig door Nederland "aangekleed", in die zin, dat Nederland nu aan Nieuw-Guinea moest vasthouden.
De bepaling dat Nederland de soevereiniteit over Nieuw-Guinea zou behouden zorgde ervoor dat er in de Kamer überhaupt een meerderheid voor de plannen was te vinden. Fractievoorzitter van de PvdA jhr. Marinus van der Goes van Naters voerde als motief voor de motie aan dat de fractie van de PvdA bang was dat de KVP de akkoorden van Linggadjati anders niet zou ondersteunen.

### Verontwaardiging bij Indonesiërs

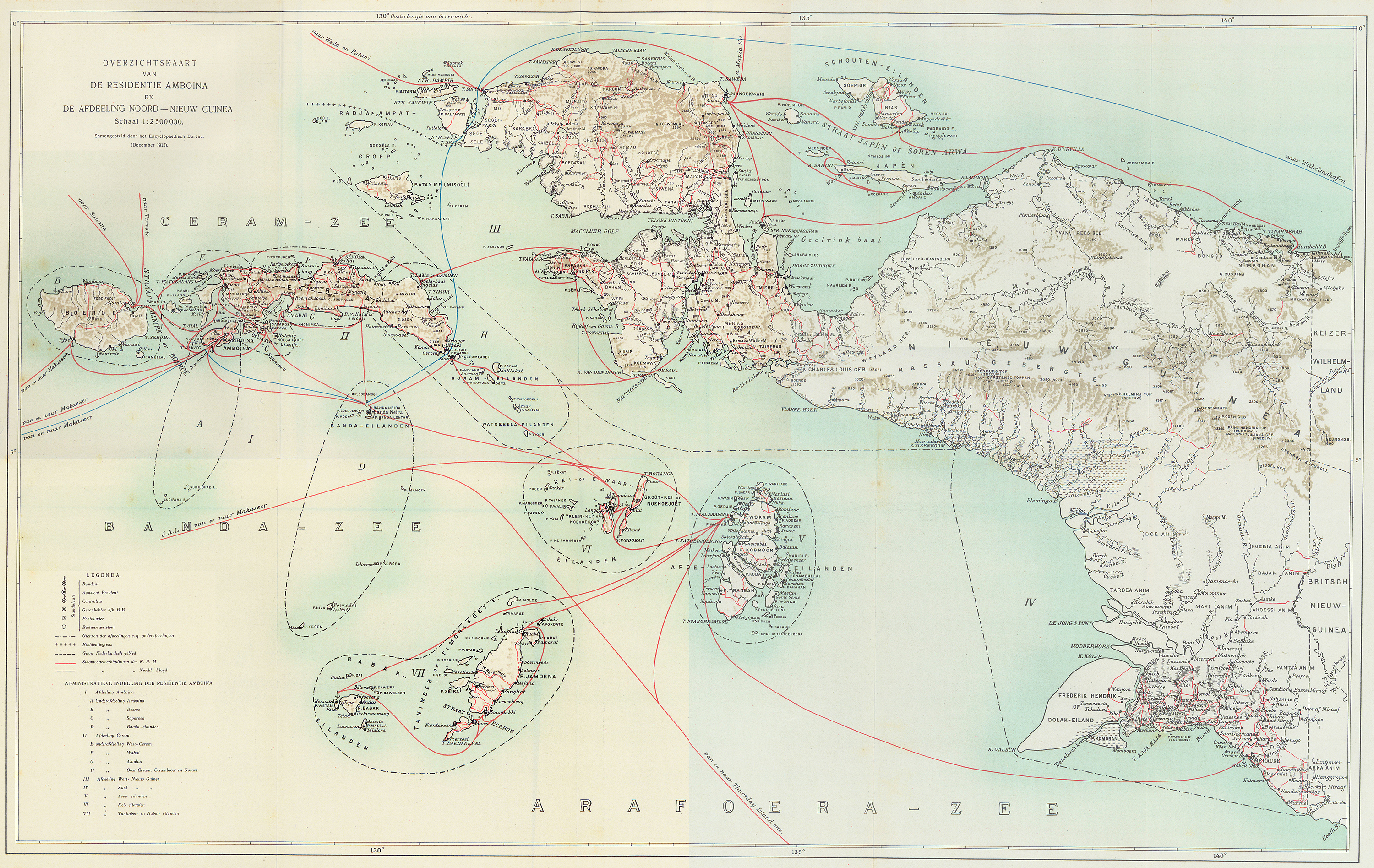
Kaart uit 1916 met stoombootverbindingen in Nederlands Nieuw Guinea

Uiteraard kon de Indonesische zijde niet met deze eenzijdige aankleding akkoord gaan. De oppositie tegen dit plan werd nog het felst gevoerd door de federalisten; de Indonesische delegatie bestond namelijk uit de vertegenwoordigers van de Republik Indonesia enerzijds en vertegenwoordigers uit federale staten anderzijds. Om de geplande overdracht van de soevereiniteit niet in gevaar te brengen, bood de vicepresident van de Republiek Indonesië M. Hatta aan, de kwestie Nieuw-Guinea te bespreken ná de overdracht, en voor een jaar het Nederlandse gezag op Nieuw-Guinea te handhaven. Dit gaf Nederland onterecht het idee dat Nieuw-Guinea voor de leidende Indonesiërs niet van belang was. De soevereiniteitsoverdracht vond plaats 27 december 1949. Volgens plan zouden Nederland en Indonesië binnen een jaar overeenkomst moeten bereiken over wat er met Nieuw-Guinea moest gebeuren.
Een aantal gebeurtenissen in Indonesië sterkten echter de Nederlanders in hun verlangen aan Nieuw-Guinea vast te houden. Na een poging tot staatsgreep in de negara Pasoendan (dat is Bandoeng met regio) met medewerking van de Nederlandse commandant R. Westerling, werd deze negara op 11 maart 1950 onder centraal bestuur gesteld. In de maanden die volgden werden een voor een alle negara's ontmanteld. waarop 17 augustus de eenheidsstaat Republik Indonesia werd uitgeroepen. Toen de Negara Indonesia Timoer (Oost-Indonesië) werd ontbonden ontstond er een opstand op de Molukken, die van die deelstaat deel uitmaakten. Hierbij werd de Republiek der Zuid-Molukken (RMS) uitgeroepen. Deze opstand werd hardhandig neergeslagen. Het maakte de integratie van enige duizenden Molukse voormalige KNIL-militairen in het Indonesische leger onmogelijk, omdat zij de RMS hadden ondersteund. Zij werden met hun gezinnen naar Nederland gebracht.
Deze gebeurtenissen wekten veel verontwaardiging in Nederland. Men zag nu eens te meer Soekarno en de Indonesische leiders als een groep die men niet kon vertrouwen. De uitoefening van het zelfbeschikkingsrecht door de verschillende Indonesische volkeren was door deze gebeurtenissen twijfelachtig geworden. Na de onafhankelijkheid was Indonesië dagelijks in de Nederlandse krantenkolommen terug te vinden. Het nieuws was vaak negatief en eenzijdig. De berichten intensiveerden gevoelens van Nederlandse frustratie en ergernis, en wakkerden negatieve beelden over bijvoorbeeld president Soekarno verder aan.
Op de eerste ministersconferentie van de Nederlands-Indonesische Unie in 1950 werd afgesproken dat het Nieuw-Guinea-geschil onderwerp van studie van een gemengde commissie zou zijn. Deze commissie kon geen overeenstemming bereiken en publiceerde een gescheiden rapport. Indonesië stelde voor autonomie te verlenen na soevereiniteitsoverdracht, terwijl Nederland voorstelde de soevereiniteit aan de Nederlands-Indonesische Unie over te dragen. Beide partijen konden het niet eens worden. In feite gingen de concessies van Indonesische kant veel verder dan die van de Nederlandse. Nederland sloot iedere overdracht van soevereiniteit bewust uit. Indonesië bood op voorwaarde van soevereiniteitsoverdracht aan, Nederland bij de ontwikkeling van het gebied te betrekken en het gebied te democratiseren.
De Nederlandse vertegenwoordiger in Indonesië, Hoge Commissaris H.M. Hirschfeld, waarschuwde de regering in een evaluatie van zijn ambtstermijn in 1950 dat het er beter aan deed Nieuw-Guinea aan Indonesië over te dragen. Nederland zou enorme investeringen in Nieuw-Guinea moeten doen, en bovendien achtte Hirschfeld het niet realistisch dat de Nederlands-Indonesische Unie zou kunnen functioneren als Nederland en Indonesië een conflict zouden hebben over Nieuw-Guinea. De regering was het echter niet met hem eens. Ook Hirschfelds opvolger A.Th. Lamping kwam tot de conclusie dat overdracht de enige mogelijkheid was, maar zag geen mogelijkheid iets aan de situatie te veranderen. Aan de voorwaarde dat binnen een jaar na de overdracht van de soevereiniteit aan Indonesië overeenstemming moest worden bereikt over Nieuw-Guinea werd dus niet voldaan. De indruk dat de Indonesische leiding niet zeer aan Nieuw-Guinea hechtte, werd ontkracht door onder meer Soekarno's uitspraak: "Ik ben een Nieuw-Guinea-fanaticus".

### Strategische positie Nieuw-Guinea
In de Tweede Kamer was geen tweederdemeerderheid te vinden voor welke verandering van de status van Nieuw-Guinea dan ook. Men liet het dus zoals het was, terwijl er van tevoren toestemming van de Kamer nodig was als de regering het beleid wilde veranderen: de zogenaamde "ijskastpolitiek". Ook werd besloten te beginnen met de opbouw van zelfbeschikking voor de Papoea's. Inmiddels sterkte Australië Nederland in zijn positie. Dit land was aanvankelijk op de hand van de Indonesische nationalisten. Indonesië voerde echter in die tijd een neutralistische koers. Het sprak zich niet onomwonden vóór het Westen uit; deze houding hield in dat men mogelijk sympathieën met de communistische wereld kon hebben. Australië vreesde straks aan een communistisch land te grenzen, en zag Nederlands-Nieuw-Guinea als een buffer tegen Indonesië. Het gouvernement op Nieuw-Guinea begon ook meer met Australië en Australisch Nieuw-Guinea samen te werken. Politici als minister-president Willem Drees en minister Joseph Luns, die in 1952 was aangetreden en verantwoordelijk was voor buitenlands beleid buiten Europa, uitten de mening, de een achteraf, de ander publiekelijk, dat de ideale staatkundige toekomst van Nederlands-Nieuw-Guinea een vereniging met Papoea-Nieuw-Guinea was. Overigens was Nederland al met Indonesië overeengekomen dat de staatkundige positie van Nieuw-Guinea slechts gewijzigd kon worden met instemming van Indonesië, dus een overdracht aan Australië behoorde alvast niet tot de mogelijkheden.
Inmiddels werd duidelijk dat Nieuw-Guinea nooit het thuisland van de Indo-Europeanen zou worden. Veel naar Nieuw-Guinea gemigreerde Indo-Europeanen reisden na enkele jaren ploeteren door naar Nederland, of hielden de landbouw voor gezien en traden bij het gouvernement in dienst. De argumentatie voor het behoud van Nieuw-Guinea kreeg dan ook een ander accent. Met name minister Luns legde de nadruk op de strategische positie van het eiland in de strijd tegen het communisme. De onoverzichtelijke politieke situatie van Indonesië zorgde voor veel onzekerheid bij westerse leiders, nog eens versterkt door het feit dat sommige Indonesische legeronderdelen linkse sympathieën hadden.
In 1953 en 1954 vonden in Indonesië processen tegen Nederlanders plaats. Het gefingeerde karakter van de aanklacht en de slechte behandeling van de verdachten zorgden voor een verdere verslechtering van de verstandhouding tussen Nederland en Indonesië, terwijl ook de publieke opinie ten opzichte van de leiding van Indonesië verslechterde. Op 29 juni 1954 werden de besprekingen tussen Nederland en Indonesië hervat. Deze besprekingen behelsden echter vooral de ontbinding van de Nederlands-Indonesische Unie, aangezien de betrekkingen tussen Nederland en Indonesië danig waren verslechterd. In 1955 en 1956 werden deze besprekingen doorgezet in Genève, de zogenaamde Geneefse Conferentie. Nieuw-Guinea werd hier echter niet besproken. De besprekingen mislukten en op 21 februari 1956 werd de Nederlands-Indonesische Unie eenzijdig door Indonesië opgezegd. De motivatie was onder andere de onwil van Nederland Nieuw-Guinea over te dragen. De kwestie Nieuw-Guinea vormde dus een groot obstakel voor goede betrekkingen tussen Nederland en Indonesië. Iemand die zich ook de economische implicaties hiervan realiseerde was P. Rijkens, een voormalig topman van Unilever. In 1953 organiseerde hij een informeel verband van vooraanstaande ondernemers, dat probeerde het gesprek tussen Nederlandse en Indonesische politici en ondernemers gaande te houden. Zij probeerden de regering te bewegen zich soepeler met betrekking tot Nieuw-Guinea op te stellen. Deze zogenaamde Groep Rijkens (ook bekend als de Bilderberggroep) opereerde in het geheim. Haar activiteiten waren echter niet zeer succesvol.

## Nederlands bestuur
Werd aan het begin van de jaren 50 gesteld dat Nederland nog lange tijd de voogd van Nieuw-Guinea zou moeten zijn, vanaf het midden van de jaren 50 werd de opbouw van de zelfbeschikking versneld. Men stuurde bestuursambtenaren het binnenland in om deze gebieden daadwerkelijk onder Nederlands bestuur te stellen. Deze mensen werden aldus de verpersoonlijking van het Nederlandse gezag. Vaak hield het "onder bestuur stellen" in feite het pacificeren van oorlogvoerende stammen in. Van de vaak jonge bestuursambtenaren werd veel flexibiliteit en vindingrijkheid gevraagd waar het ging om de toepassing van het recht. Wat het recht aangaat, was deze gebaseerd op de adat-gedachte dat het plaatselijke recht tot basis moest dienen. Men kon zich uiteraard wat bepaalde omstandigheden aanging, zoals kannibalisme, noch op Indisch noch op Nederlands recht baseren. Naast het instellen van "wettig gezag" werd ook met medische zorg en onderwijs begonnen. Hierin werd het bestuur meestal voorafgegaan door missionarissen en zendelingen. Zij waren de  eerste westerlingen die belangstelling hadden getoond voor de bewoners van Nieuw-Guinea, mede omdat de Islam hier nog niet ver was doorgedrongen. Het Nederlands werd nu ingevoerd als taal in het onderwijs. Lagere scholen werden opgezet, in een later stadium middelbare scholen.

### Bestuurlijke indeling
Nieuw-Guinea was, net als Nederlands-Indië onderverdeeld in afdelingen, waar een resident de hoogste gezagsdrager was. De afdelingen waren op hun beurt weer onderverdeeld in onderafdelingen en districten.
Nederlands-Nieuw-Guinea kende drie benoemde gouverneurs:
- 1950-1953 Stephan van Waardenburg
- 1953-1958 Jan van Baal
- 1958-1962 Pieter Platteel

### Economie stelt teleur
De economische ontwikkeling van Nieuw-Guinea baarde zorgen. Voorop staat dat het economisch belang van Nieuw-Guinea in het niet viel bij de economische belangen die Nederland reeds had in Indonesië. Aanvankelijk had men hoopvolle verwachtingen van de oliewinning. Echter, aan het begin van de jaren zestig werden de opbrengsten hiervan steeds minder en ook minder winstgevend. Grote minerale rijkdommen werden wel vermoed in het binnenland (dit sprak voornamelijk tot de verbeelding van de publieke opinie en de communistische pers) maar werd gedurende deze periode nooit overweldigend aangetoond; vanwege de gebrekkige infrastructuur en onbegaanbaarheid van het binnenland zou het in ieder geval veel moeite hebben gekost een industrie te ontwikkelen. Proeven met het ontwikkelen van een grootschalige tropische landbouw waren evenmin bevredigend en werden gestaakt: het accent werd verlegd naar het ontwikkelen van de kleine private landbouw voor de Papoeabevolking.

### "Papoea's moeten ontwikkeld worden"
Nieuw-Guinea bood werk aan vele Nederlandse technici en specialisten op het gebied van bestuur, onderwijs en ontwikkeling. Zij zaten als het ware tussen de koloniaal en de ontwikkelingswerker in; er wordt gezegd dat in Nieuw-Guinea de Nederlander deze ontwikkeling definitief heeft doorgemaakt. Aan de ene kant klonk het nabije verleden in Nederlands-Indië inclusief bijbehorende gewoontes in Nieuw-Guinea door. Genoemd is al het aanzienlijke aantal Indo-Europeanen dat zich in Nieuw-Guinea vestigde; hoewel Nieuw-Guinea voor hen niet het "tropische thuisland" werd en velen weer vertrokken, bleven anderen toch deel uitmaken van het gouvernementsbestuur. Een deel van het Nederlandse bestuursapparaat had bovendien een achtergrond in Nederlands-Indië, bijvoorbeeld als bestuursambtenaar op Java. Tevens bood Nieuw-Guinea een werkterrein voor de laatste lichting indologen opgeleid in Utrecht. Enkele gebruiken van Nederlands-Indië bleven ook voortbestaan zoals de witte uniformen met rangaanduiding voor ambtenaren.
Maar er was ook een nieuwe jonge generatie Nederlanders. De provisorische omstandigheden in Nieuw-Guinea waren niet vergelijkbaar met de luxe die de Nederlanders op Java bijvoorbeeld hadden gekend. Er was een verschil in karakter in volk en land. De moerassen en woeste oerwouden waren een graad meer "stille kracht" dan de eilanden van centraal Nederlands-Indië. De Papoea's hadden vanuit hun standenloze samenleving weinig ontzag voor autoriteit, in tegenstelling tot de als onderdanig gekenschetste Javaan. Voor de oudgedienden kwam de Papoea wellicht soms onbehouwen, voor de jongere Nederlander eerder joviaal en pragmatisch over.

### Obano-opstand
In 1956 liet het Nederlands koloniaal gezag de zo genoemde Obano-opstand in het Wisselmerengebied neerslaan door het Korps Mariniers. Hierbij vielen meer dan 100 doden. Uiteindelijk wist Nederland het gezag rond de Wisselmeren te herstellen door zelf een stammenstrijd te ontketenen tussen de verschillende bevolkingsgroepen, niet door eigen militair overwicht.

### Anti-Nederlandse stemming in Indonesië groeit
Vanaf 1957 nam Indonesië economische maatregelen tegen Nederland. Er werden stakingen georganiseerd in Nederlandse bedrijven. Import van goederen uit Nederland werd verboden. Uiteindelijk werden ca. 50.000 Nederlanders uitgewezen en werden 500 Nederlandse firma's genationaliseerd. Opnieuw was de verontwaardiging in Nederland groot. De Nederlandse pers besteedde zeer veel aandacht aan de interne toestanden in Indonesië, maar plaatste die niet altijd in een regionaal perspectief. Bij het Nederlandse publiek ontstond de indruk dat Soekarno Nederland als zondebok gebruikte voor de slechte economische toestanden in zijn land en de instabiliteit van zijn regering, en dat het conflict met Nieuw-Guinea werd gebruikt als een afleidingsmanoeuvre voor het Indonesische volk. De invoering van de zogenaamde "geleide democratie" in Indonesië door president Soekarno droeg wederom bij tot zijn slechte imago in Nederland.
Tegen het eind van de jaren 50 werd het Indonesische leger op sterkte gebracht. Door wapenleveranties uit onder andere de Verenigde Staten, Groot-Brittannië en de USSR werd het leger gemoderniseerd. Voor het eerst bereikte Indonesië een aanzienlijke overmacht ten opzichte van Nederland. Dit veroorzaakte in Nederland zorg om een mogelijke militaire inval in Nieuw-Guinea. Soekarno zinspeelde hierop in zijn toespraken. Het werd dus zaak zich van de steun van de bondgenoten, met name de Verenigde Staten, te verzekeren.
In 1958 had Luns op de ambassade in Washington een onderhoud met de Amerikaanse minister van buitenlandse zaken John Foster Dulles. Deze had zich al herhaaldelijk sympathiek over de Nederlandse zaak uitgelaten. Luns verkreeg van zijn collega een handgeschreven verklaring, die later onderwerp zou zijn van veel verwarring. De precieze inhoud van de verklaring is nooit bekend geworden, maar naar aanleiding van uitlatingen van directbetrokkenen mag worden verondersteld, dat het een uiterst vrijblijvende verklaring over de positie van de Verenigde Staten naar aanleiding van een eventuele gewapende inval in Nederlands-Nieuw-Guinea betrof. Door Luns is deze verklaring echter herhaaldelijk gepresenteerd als een keiharde garantie van de Verenigde Staten, dat zij Nederland bij zouden staan in het geval van een militair conflict over Nieuw-Guinea. Militaire kringen maakten zich echter zorgen omtrent de verdedigbaarheid van het eiland, zeker gezien de lange aanvoerlijnen en de onbegaanbaarheid van het terrein.

## Escalatie van het conflict
In 1959 trad het kabinet-de Quay aan. In dit kabinet hadden VVD, KVP, ARP en CHU zitting. Allemaal partijen die voor behoud van Nieuw-Guinea waren. Luns was nogmaals minister van buitenlandse zaken. De afwezigheid van de PvdA maakte het beleid van dit kabinet compromislozer en strijdbaarder. Er werd een wet aangenomen die uitzending van dienstplichtigen naar Nederlandse overzeese gebieden mogelijk maakt; voorheen kon dit alleen met hun toestemming. Dit was een ietwat achterhaalde wet, die haar bestaansrecht ontleende aan het feit dat voorheen overzeese gebieden hun eigen strijdkrachten hadden (bijvoorbeeld het KNIL). De wet gold overigens niet voor marinepersoneel. De wetswijziging werd duidelijk mede doorgevoerd met het oog op uitzending van Nederlandse dienstplichtigen naar Nieuw-Guinea.
Indonesië voegde aan zijn dreigementen en acties tegen Nederland in Indonesië zelf ook acties op Nieuwguinees grondgebied toe. Er werden parachutisten neergelaten, die als opdracht hadden de bevolking tegen het Nederlandse gezag op te zetten. Bovendien werden er strooibiljetten verspreid en militante radio-uitzendingen verzorgd, mede gericht op de aanwezige Nederlanders. De Nederlandse militairen moesten jacht maken op de infiltranten, een helse opdracht in de moeilijk begaanbare rimboe. Begin 1960 besloot het kabinet dat tegen onder meer deze agressie versterkingen nodig waren, en begon met het zenden van Nederlandse dienstplichtigen. Ook werd het vliegkampschip de Hr. Ms. Karel Doorman in 1961 met militair materieel naar Nieuw-Guinea gestuurd, onder het mom van vlagvertoon. Deze tocht, de langste die het schip ooit gemaakt heeft, draaide op een diplomatiek fiasco uit en toonde aan hoe weinig steun Nederland internationaal genoot bij het conflict.

### Oorlogsdreiging
Op 15 augustus 1960 verbrak Indonesië de betrekkingen met Nederland. De reacties in Nederland waren tamelijk gelaten, maar de regering werd aan het denken gezet over een mogelijke internationalisering van het probleem. Misschien zou de VN kunnen worden ingezet. Deze organisatie kende immers een bepaling over trustgebieden, gebieden die namens de VN door een ander land werden bestuurd. Minister Luns overlegde met de VN over het omvormen van Nieuw-Guinea tot zo'n trustgebied, maar dit werd afgewezen. De VN zelf konden zo'n gebied op dat moment niet besturen, en zonder Indonesië in het plan te kennen was er waarschijnlijk niet genoeg draagvlak voor. Een incident rond minister-president Jan de Quay leidde bijna tot een regeringscrisis. Op een informele ontmoeting met de pers op een cocktailparty op 5 september 1960 liet de premier zich ontvallen dat Nederland streefde naar internationalisering van het probleem rond Nieuw-Guinea. Onder internationalisering werd verstaan dat de VN of andere landen in het conflict zouden bemiddelen; het kon ook betekenen dat de soevereiniteit over Nieuw-Guinea aan de VN of een trustgezelschap van landen zou worden overgedragen. De binnenlandse reacties waren buitengewoon heftig, waarbij de Quay overwoog af te treden.
In 1961 bezochten minister van buitenlandse zaken van Indonesië Soebandrio en minister van defensie A.H. Nasution de Sovjet-Unie om wapens te kopen. De Verenigde Staten waren terughoudend met het leveren van zware wapens, maar de Sovjet-Unie was dat niet. De nieuwe president van de Verenigde Staten John F. Kennedy verklaarde Nieuw-Guinea in een persconferentie na zijn aantreden tot een van zijn aandachtspunten in de wereld. Men kon er naast de problemen in Vietnam geen tweede gewapend conflict in Azië bij hebben. De Nederlandse ambassadeur J.H. van Roijen constateerde dat Amerika van mening was dat het conflict met Nederland Indonesië naar het oosten dreef.
De Nederlandse regering ging ondertussen door met haar beleid. Om het streven naar zelfbeschikking voor de Papoea's een beetje zichtbaar te maken, werden van 18 tot 25 februari 1961 verkiezingen georganiseerd voor een parlement. Slechts in de omgeving van de grotere plaatsen zoals de hoofdstad Hollandia leidde dit tot partijvorming; voor andere districten worden de vertegenwoordigers getrapt gekozen en voor zeer "onontwikkelde" gebieden stelde het gouvernement een vertegenwoordiger aan. Op 5 april 1961 werd de Nieuw-Guinea Raad geïnstalleerd, in een verbouwd klaslokaal want het futuristische parlementsgebouw was op dat moment nog niet klaar. De voorzitter van de raad werd de Nederlander Frits Sollewijn Gelpke, die de Papoea Nicolaas Jouwe onder zich had als vicevoorzitter. De creatie van de Nieuw-Guinea Raad was opmerkelijk, omdat van zelfbestuur op lokaal niveau nauwelijks sprake was.
In april 1961 kwamen de activiteiten van de Rijkens-Groep in de openbaarheid. Journalist Willem Oltmans onthulde de handel en wandel van deze groep in Vrij Nederland. Dit maakte verdere activiteiten onmogelijk, maar zorgde wel voor publiek debat binnen de Nederlandse samenleving over de haalbaarheid van het Nieuw-Guinea beleid.
De regering lanceerde bij monde van minister Luns op 26 september 1961 een plan in de Verenigde Naties. Er moest een internationaal bestuur komen onder een Ontwikkelingsautoriteit die onder toezicht van de Algemene Vergadering van de VN zou staan. De Papoea's konden dan zelf beslissen of ze in Indonesië wilden integreren, onafhankelijk wilden worden of zich bij het oostelijk deel van het eiland wilden aansluiten. Na beraadslaging werd echter duidelijk dat de resolutie het in de stemming niet zou halen, waarna Nederland deze weer introk.
De Nederlandse Tweede Kamer had overwegend positief op het voorstel gereageerd. Alleen de ARP, tot dan toe een van de meest uitgesproken voorstanders van het Nederlandse bewind over Nieuw-Guinea, verraste met het commentaar dat het plan voorbij ging aan Indonesië en dat de regering beter direct met de Indonesiërs moest onderhandelen.

## Overdracht aan Indonesië
Na de verwerping van het plan-Luns zat de Nederlandse regering zonder beleid. Het kabinet stond onder sterke druk, want een oorlog dreigde. Op 18 december 1961 nam India het Portugese Goa in. Enkele westerse landen protesteerden hiertegen, maar de Veiligheidsraad ondernam door een veto van de USSR niets. Enkele dagen later gaf Soekarno in een toespraak zijn zogenaamde "laatste bevel" inzake Nieuw-Guinea. Dit was een oproep aan het volk zich gereed te houden Nieuw-Guinea gewapenderhand aan Nederland te onttrekken. Op 15 januari 1962 kwam het tot een eerste gewapend treffen, de Slag bij Vlakke Hoek. Hierbij werden enkele Indonesische motortorpedoboten die infiltranten aan land wilden zetten, door de Nederlandse marine onderschept en werd een van die vaartuigen tot zinken gebracht. Vervolgens namen de gewapende infiltraties, vooral door parachutisten, in intensiteit toe. De mogelijkheid van een oorlog met Indonesië over Nieuw-Guinea werd hiermee reëel. Men vreesde eenzelfde reactie van de internationale gemeenschap als na de inname van Goa, terwijl het kabinet zich beraadde over de verdediging van het territorium. Men vroeg zich af of Nederland steun zou krijgen van zijn bondgenoten.
Overigens had Soekarno zijn "laatste bevel" onder druk van Kennedy behoorlijk afgezwakt. Diplomaat Van Roijen concludeerde na besprekingen met Amerikaanse functionarissen, dat de VS een vriend van beide partijen waren, en dat zij geen al te zware druk op Indonesië ten gunste van Nederland wilden uitoefenen. Zij wilden zich behulpzaam ten opzichte van beide landen opstellen.

### Druk VS leidt tot onderhandelingen
Op 2 januari 1962 kwam minister-president De Quay met een verklaring, dat de Nederlandse regering bereid was zonder voorwaarden vooraf met Indonesië te onderhandelen. Indonesië hoefde dus niet eerst het zelfbeschikkingsrecht van de Papoea's te aanvaarden. Mede op informeel aandringen van Prins Bernhard begonnen de VS meer druk uit te oefenen op de Nederlandse regering om in te stemmen met rechtstreekse onderhandelingen met Indonesië.
Na tussenkomst van secretaris-generaal van de Verenigde Naties U Thant begonnen in Amerika geheime besprekingen tussen Nederland (vertegenwoordigd door Van Roijen) en Indonesië onder leiding van de Amerikaanse diplomaat Ellsworth Bunker. Na enige tijd liet hij zijn bemiddelaarsrol varen en kwam hij met een voorstel. Na een overgangsadministratie door de Verenigde Naties zou het gebied op 1 mei 1963 aan de Indonesische autoriteiten worden overgedragen. In of voor 1969 zou een volksraadpleging moeten worden georganiseerd over of de Papoea's bij Indonesië wilde blijven of niet. Dit referendum moest onder toezicht van een VN-waarnemer plaatsnemen. Op 15 augustus 1962 werd dit akkoord (New York Agreement) in het gebouw van de VN ondertekend. Het werd aangenomen in de Staten-Generaal en in de Algemene Vergadering van de VN. De regering constateerde dat de uitvoering van haar beleid werd verhinderd door de dreiging van een oorlog, waarbij Nederland niet de zekerheid had dat het op steun van zijn bondgenoten kon rekenen. Op 1 oktober 1962 werd United Nations Temporary Executive Authority als het tijdelijke bestuur van de Verenigde Naties over Westelijk Nieuw-Guinea/West-Irian (Papoea) ingesteld.
De Nederlandse vloot en de troepen werden teruggetrokken. Koningin Juliana stelde voor de troepen die daar ten minste drie maanden waren een "Nieuw-Guinea Herinneringskruis" in.

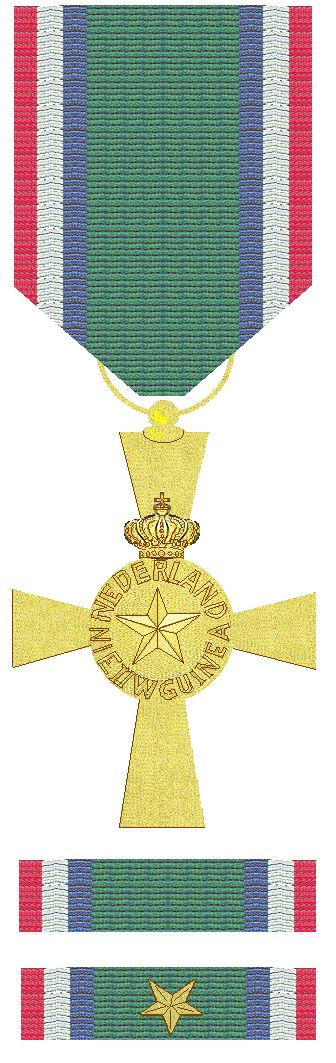
Kruis met batons

### 500 Papoea-gezinnen naar Nederland
In de periode van het UNTEA-bestuur van 1 oktober 1962 tot 1 mei 1963 kwam een groep van ongeveer 500 Papoea's met hun gezinnen naar Nederland, waarvan de mannen in overheidsdienst waren en als zodanig niet in Nieuw-Guinea konden blijven. Sommigen van hen, zoals de op 18 mei 2000 overleden Marcus Kaisiepo, zijn vanuit Nederland blijven ijveren voor een vrij Papoea. Dit werk wordt tot op heden voortgezet door het West Papua Volksfront via een lobby in allerlei commissies rond de VN.

### Referendum
In 1969 werd via een getrapt stelsel een volksraadpleging (Act of Free Choice) gehouden, die door de VN werd goedgekeurd, maar onder grote druk van het Indonesische leger plaatsvond. In plaats van het volk moesten de 1025 stam- en dorpshoofden hun stem uitbrengen. Er werd ingestemd met integratie in de republiek Indonesië, waarvan het deel zou gaan uitmaken als Irian Bayat, bestaande uit meerdere provincies met een speciale status als autonome regio´s, namelijk de provincie Centraal Papoea, Hoogland Papoea, Zuid-Papoea, Zuidwest-Papoea en West-Papoea, die hun bijzondere status toegekend kregen wegens de erkenning en het bijzondere respect voor de inheemse Papoea's.